# 杉木栏路
杉木栏路位于中华人民共和国广州市，是一条呈东西走向的道路。目前车辆通行方向在康王南路以东为由东往西单向通行，其余路段则为由西往东单向通行。

## 与之交汇道路
- 顺序由东往西排列，粗体字为主干道
- 十三行路、长乐路
- 康王南路、镇安路
- 十八甫南路、梯云东路

## 公共交通
- 广州地铁6号线文化公園站
- 广州地铁8号线文化公園站

均在鄰近杉木欄路位置設有出口。